# فومييوكي كاند
فومييُوكي كانْدَ (باليابانية: 神田 文之) (مواليد 29 سبتمبر 1977)، هو لاعب كرة قدم ياباني سابق كان يلعب كلاعب وسط.

## وصلات خارجية
- فومييوكي كاند على موقع رابطة كرة القدم اليابانية للمحترفين (اليابانية)